# La Saveur du grand amour
La Saveur du grand amour (Just Desserts) est un téléfilm américain réalisé par Kevin Connor et diffusé le 8 février 2004 sur Hallmark Channel.

## Synopsis
L'employé d'une boulangerie-pâtisserie en difficulté participe à un concours international télévisé qui pourrait la sauver.

## Fiche technique
- Titre original : Just Desserts
- Réalisation : Kevin Connor
- Scénario : Joseph Tropiano
- Musique : Roger Bellon
- Durée : 92 minutes
- Pays :  États-Unis

## Distribution
- Lauren Holly (VF : Élisabeth Wiener) : Grace Carpenter
- Costas Mandylor (VF : Christian Visine) : Marco Poloni
- David Proval : Oncle Fabrizzio
- Maria Bertrand : Angela
- Brenda Vaccaro (VF : Michelle Bardollet) : Lina
- Dorie Barton (VF : Laura Préjean) : Candy Fallon
- Andy Lauer (en) (VF : Thierry Wermuth) : Jacques du Jacques
- Bruce Thomas : Jim
- Rodger Bumpass (VF : Pierre Laurent) : Boz Roswell
- Alan Shearman : Barry Felt
- Wolfgang Puck : lui-même

 Source et légende : version française (VF) sur RS Doublage et selon le carton du doublage français télévisuel.

## Autour du téléfilm
- Lauren Holly et Costas Mandylor ont déjà joué ensemble dans la série Un drôle de shérif (Picket Fences). Ils étaient coéquipiers dans l'équipe du shérif.